# Harry Hebner
Harry Hebner (Estados Unidos, 15 de junio de 1891-Florida, 12 de octubre de 1968) fue un nadador estadounidense especializado en pruebas de estilo espalda, donde consiguió ser campeón olímpico en 1912 en los 100 metros.

## Carrera deportiva
En las Olimpiadas de Londres 1908 ganó la medalla de bronce en los relevos de 4x200 metros libre; cuatro años después, en los Juegos Olímpicos de Estocolmo 1912 ganó la medalla de plata en la misma prueba de relevos —tras Australasia y por delante de Reino Unido— y el oro en los 100 metros estilo espalda, por delante de los alemanes Otto Fahr y Paul Kellner.